# Bandaga-Naba-Peulh
Ne doit pas être confondu avec Bandaga-Peulh ou Bandaga-Mossi.
Bandaga-Naba-Peulh est une localité située dans le département de Kaya de la province du Sanmatenga dans la région Centre-Nord au Burkina Faso.

## Géographie
Bandaga-Naba-Peulh est situé au sud-est du lac de Dem en limite du site Ramsar. Le village est situé à 2 km au nord de Bandaga-Peulh, à 5 km au nord-est de Delga et à 14 km au nord-ouest du centre de Kaya, la principale ville de la région. Le village est à moins d'un kilomètre à l'est de Zandogo et à 2 km à l'est de la route nationale 15 reliant à Kaya à Kongoussi.

## Éducation et santé
Le centre de soins le plus proche de Bandaga-Naba-Peulh est le centre de santé et de promotion sociale (CSPS) de Delga tandis que le centre hospitalier régional (CHR) se trouve à Kaya.